# Primo profeta di Amon

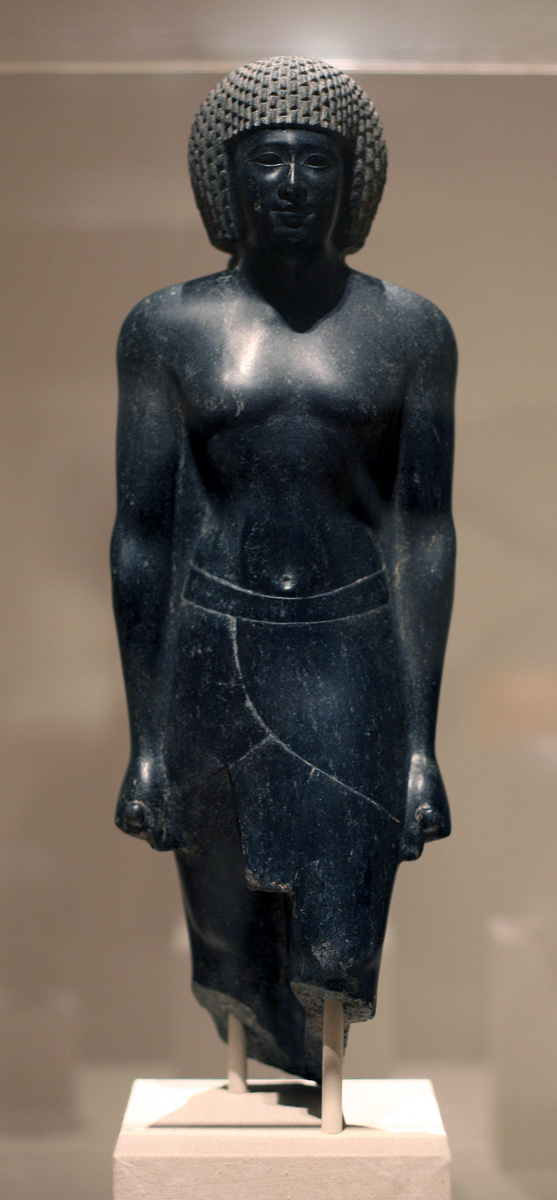
Statua Dattari (52.89). New York, Brooklyn Museum

Primo profeta di Amon era il titolo che distingueva il sacerdote di maggior rilievo nel clero tebano.

## Storia
Con l'avvento della XVIII dinastia ed il conseguente spostamento del centro del potere dal delta all'Alto Egitto il clero tebano, legato al dio Amon assurse ad una posizione di rilevante importanza giungendo, durante le dinastie  XXI e XXII, ad associare al potere religioso anche il potere politico.
Il termine  profeta deriva dalla traduzione in greco del termine egizio che indicava il sacerdote.
| Hm | nTr |

ḥm nṯr -hem-netjer (servo del dio)
usata nella stele di Rosetta ed in altri testi bilingui.

Correttamente il termine non implicava automaticamente che il sacerdote svolgesse il ruolo di vate, anche se presso il tempio di Amon era famoso il corrispondente oracolo.
Il rango sacerdotale era sempre legato ad una particolare divinità ed a un tempio, ossia era assente una gerarchia complessiva dello stato egizio. In genere il dio della località che svolgeva il ruolo di capitale diventava il dio principale del particolare periodo storico.
Altri sacerdoti operanti nello stesso tempio potevano assumere il titolo di "secondo", "terzo" etc. profeta del dio.